# 666 (число)
666 (шістсот шістдесят шість) — Натуральне число між 665 і 667.
- Це число Сміта, тобто сума його цифр дорівнює сумі цифр його простих співмножників: {\displaystyle 2+3+3+(3+7)=6+6+6=18}
- 666 є сумою квадратів перших семи простих чисел: {\displaystyle 2^{2}+3^{2}+5^{2}+7^{2}+11^{2}+13^{2}+17^{2}=666}
- 666 дорівнює різниці й сумі шостих ступенів перших трьох натуральних: {\displaystyle 1^{6}-2^{6}+3^{6}=666}
- 666 можна записати дев'ятьма різними цифрами двома способами в їхньому зростаючому порядку й одним у спадному:
  - {\displaystyle 1+2+3+4+567+89=666}
  - {\displaystyle 123+456+78+9=666}
  - {\displaystyle 9+87+6+543+21=666}
- Сума всіх цілих від 1 до 36 включно — 666. Це означає, що 666 — 36-е трикутне число.
  - На ігровій рулетці 37 секторів з послідовними числами, одне із яких 0, відповідно сума всіх чисел на колесі рулетки дорівнює 666.
- Якщо записати всі римські цифри (крім М) у порядку зменшення, отримане число DCLXVI дорівнюватиме 666.
- Двійкове подання числа 666 симетричне, тобто 1010011010 = Not (0101100101).
- Синус кута 666°, помножений на −2, дорівнює золотому перетину.

−2(sin 666°) = 2(sin 54°) = 2(cos 36°) = φ = (1 + {\displaystyle {\sqrt {5}}})/2 = 1,618…
- Середнє гармонічне цифр числа 666 — ціле число: {\displaystyle {\frac {3}{{\frac {1}{6}}+{\frac {1}{6}}+{\frac {1}{6}}}}=6.}. 666 є 54-м числом з такою властивістю.
- 666 — член послідовності Падована (послідовність A112882 з Онлайн енциклопедії послідовностей цілих чисел, OEIS).

## 666 у Християнстві
У Біблії під числом 666 сховане ім'я апокаліптичного звіра. Число 666 — дуже часто використовуваний елемент сатанинської атрибутики, поряд з перевернутим хрестом і пентаграмою. Крім того 666 у Біблії це:
- кількість золотих талантів, що цар Соломон зібрав за один рік (1 10:14 і 2 Хронік 9:13).
- число нащадків Адонікама, що повернулися з Вавилона в Єрусалим (юдеїв з вигнання). (Книга Езри 2:13).

## Азійська культура
- В Китаї й інших азійських країнах, на відміну від європейських, 6 є «щасливим числом». По цій причині 6 червня 2006 рік (6.6.06) в Сингапурі було укладено втричі більше шлюбів, ніж зазвичай  [Архівовано 27 листопада 2010 у Wayback Machine.].

## В інших областях
- Числове представлення режиму доступу до файлів: 666 — власник, група й всі інші мають право на читання й запис.
- Частотна смуга кожної базової станції стільникового зв'язку формату AMPS/D-AMPS, популярного в США, складається з 666 каналів.